# Manja Behrens
Manja Behrens est une actrice allemande, née le 12 avril 1914 à Dresde et morte le 18 janvier 2003 à Berlin.

## Biographie
Fille d'un avocat et curateur public, nommé Walther Behrens (1880–1951) et de  Maria Lichtenegg (1887-1977)
Sa carrière en Allemagne au cinéma, au théâtre et à la télévision a duré jusque dans les années 1990. Elle est aussi connue des historiens pour avoir été la maîtresse de Martin Bormann, chef de la chancellerie du parti nazi à compter de 1941 et en conséquence un proche du Führer Adolf Hitler. Mariée en 1958 avec le directeur artistique Karl von Appen (1900-1981), avec qui elle a une fille Veronica von Appen. 
Elle est enterrée au  Waldfriedhof Weißer Hirsch de la ville de Dresde.
En raison de sa relation avec Martin Bormann (découvert par l'historien britannique Hugh Trevor-Roper), il lui fut interdit de jouer dans des films pendant vingt ans. Ce qui ne l'a pas empêchée d'être membre du Dresdner Staatsschauspiel de 1935 à 1953, du Volksbühne Berlin de 1954 à 1967. Membre du théâtre Maxim Gorki de 1967 à 1991, Dresde étant en DDR sous régime soviétique.
Après 1945, elle a travaillé comme assistante dentaire tout en prenant des cours de théâtre avec Waldemar Staegemann et Erich Ponto. Elle était une actrice connue en Allemagne pour avoir joué dans Susanne im Bade (1936), Tag für Tag (1964) et Ehesache Lorenz (1958).

## Filmographie partielle
- 1960 : Je ne voulais pas être un nazi (Kirmes) de Wolfgang Staudte
- 1963 : Carbure et oseille (Karbid und Sauerampfer) de Frank Beyer